# Bruno Ganz
Bruno Ganz (født 22. marts 1941 i Schweiz, død 16. februar 2019 i Schweiz) var en schweizisk skuespiller, mest kendt for sine roller som Adolf Hitler i filmen Der Untergang og som Damiel i Himlen over Berlin. Han har endvidere spillet den mandlige hovedrolle som professor Rohl i The Reader.

## Filmografi (udvalg)
- 1977 Den amerikanske ven
- 1978 Drengene fra Brasilien
- 1979 Nosferatu - vampyren
- 1981 Den falske cirkel
- 1987 Himlen over Berlin
- 1993 Så fjern, så nær!
- 2003 Luther
- 2004 Der Untergang
- 2008 Baader-Meinhof komplekset
- 2008 The Reader
- 2011 Unknown identity
- 2014 Kraftidioten
- 2018 The House That Jack Built
- 2019 Vinterrejse

## Eksterne links
- Bruno Ganz på Internet Movie Database (engelsk)
- Bruno Ganz på Filmdatabasen
- Bruno Ganz på danskfilmogtv.dk
- Bruno Ganz på Scope
- Bruno Ganz på Svensk Filmdatabas (svensk)
- Bruno Ganz på AlloCiné (fransk)
- Bruno Ganz på AllMovie (engelsk)
- Bruno Ganz på Turner Classic Movies (engelsk)
- Bruno Ganz på Rotten Tomatoes (engelsk)
- Bruno Ganz på The Movie Database (engelsk)